# Église Saint-Pierre-Saint-Paul de La Celle-Saint-Cloud
Pour les articles homonymes, voir Église Saint-Pierre-et-Saint-Paul.
L'église Saint-Pierre-Saint-Paul est une église catholique située à La Celle-Saint-Cloud, en France.

## Description
Elle est située dans le centre-ville, au no 2, place de l'Église.

## Localisation
Son clocher-tour qui flanque la nef, en forme de tour carrée, est surmonté d'une flèche à huit pans.
La façade, orientée, s'ouvre sur une porte rectangulaire, qui est surmontée d'un oculus et couronnée d'un fronton triangulaire.
Des baies en plein cintre s'ouvrent sur les façades latérales, consolidées par des contreforts.
Le toit est couvert d'ardoise.

## Historique
On sait d'après Irminon qu'en 770, se trouvait dans ce village une église consacrée à l'apôtre Pierre. Elle fut détruite lors des raids vikings en France au IXe siècle. Elle fut alors reconstruite mais fut saccagée lors des guerres de Religion.
L'abbaye de Saint-Germain-des-Prés qui en était propriétaire la fit rebâtir au XVIIe siècle, et elle fut consacrée en 1717.
La révolution française amena son pillage: Le mobilier fut vendu aux villageois dont nombre d'entre eux restituèrent ces objets à l'église.
La guerre franco-allemande de 1870 amena elle aussi son pillage, et elle fut restaurée dès 1870.
La population de la ville s'accroissant, une campagne de travaux se déroule de 1954 à 1961: l'église est agrandie et un nouveau clocher est édifié.
La décoration intérieure est restaurée dans les années 2020

## Mobilier

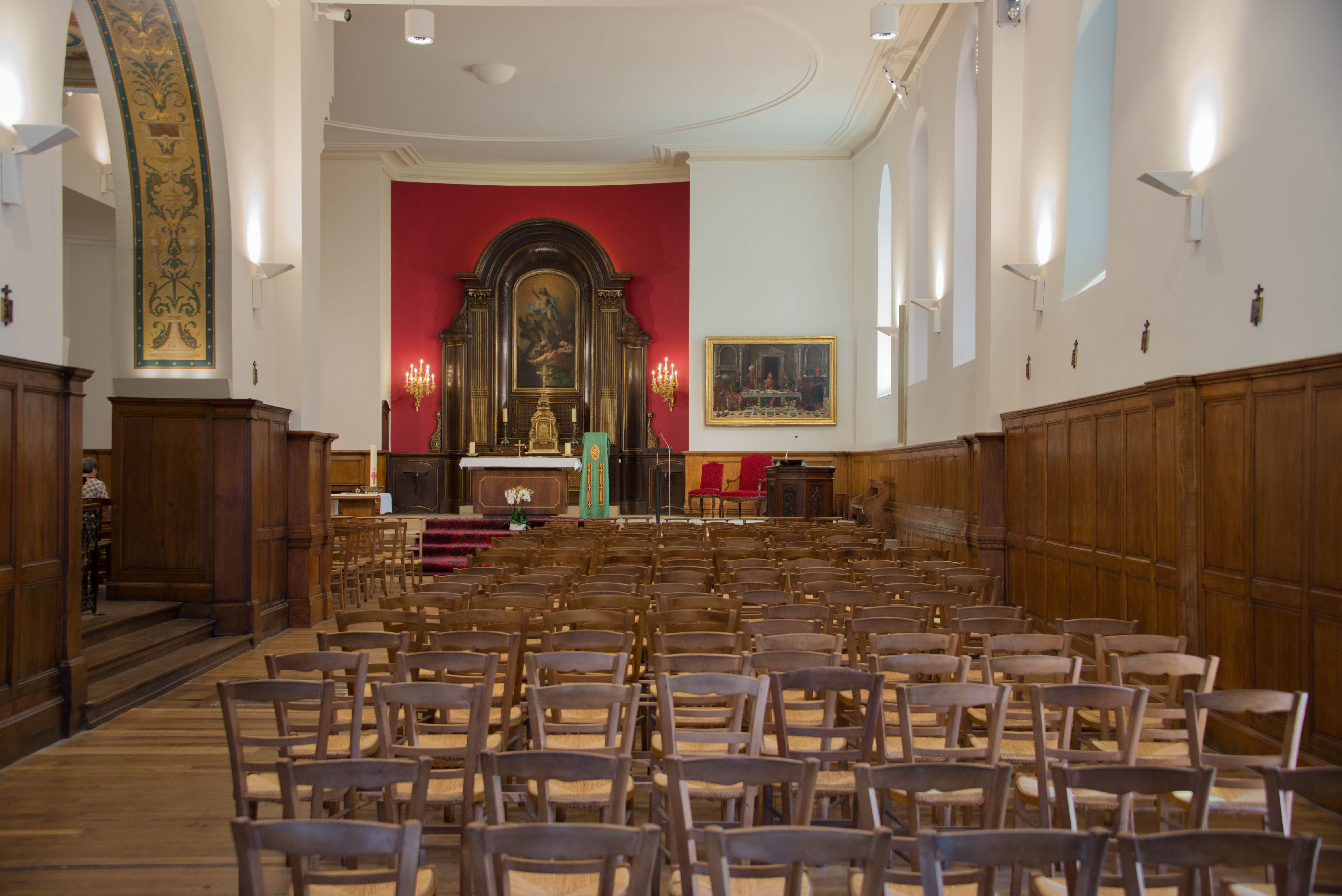
Intérieur de l'église.

Elle est ornée de nombreux vitraux du XIXe siècle, dont l'un offert en 1854 par Jacques de Beckholtz.